# Krásné Pole (Ostrawa)
Krásné Pole – jeden z 23 obwodów miejskich miasta statutarnego Ostrawy, stolicy kraju morawsko-śląskiego, we wschodnich Czechach. Jest to także jedna z 39 gmin katastralnych w jego granicach, która ma powierzchnię 658,8034 ha. Populacja w 2001 wynosiła 2101 osób, zaś w 2012 odnotowano 753 adresy.
Krásné Pole położone jest w północno-zachodniej części miasta na Śląsku Opawskim, na wysokości 334 m n.p.m. co czyni je najwyżej położoną częścią miasta. Jako wieś została założona prawdopodobnie w XIII wieku, a pierwsza pisemna wzmianka o niej pochodzi z 1424. Do Ostrawy została przyłączona 24 kwietnia 1976. Od 24 listopada 1990 stanowi miejski obwód miasta statutarnego Ostrawa.

## Demografia[2]
| Rok             | 1869 | 1880 | 1890 | 1900 | 1910 | 1921 | 1930 | 1950 | 1961 | 1970 | 1980 | 1991 | 2001 |
| --------------- | ---- | ---- | ---- | ---- | ---- | ---- | ---- | ---- | ---- | ---- | ---- | ---- | ---- |
| Liczba ludności | 497  | 553  | 645  | 816  | 1032 | 1076 | 1274 | 1289 | 1643 | 1762 | 1986 | 1898 | 2101 |